# Pacal stewarti
Pacal stewarti är en spindeldjursart som först beskrevs av Verner Hawsbrook Rowland 1973.  Pacal stewarti ingår i släktet Pacal och familjen Hubbardiidae. Inga underarter finns listade i Catalogue of Life.